# رغید الططری
رغید الططری (به عربی: رغيد الططري) یا رغید احمد التطری خلبان سابق نیروی هوایی سوریه است که بیشتر به خاطر طولانی‌ترین سابقه زندانی سیاسی سوریه شهرت دارد. وی به علّت سرپیچی از دستور بمباران حماة توسط سرویس‌های اطلاعاتی سوریه در زمان حکومت حافظ اسد دستگیر و زندانی شد. وی سرانجام ۴۳ سال بعد در ۸ دسامبر ۲۰۲۴ و پس از تصرف دمشق توسط نیروهای مخالف سوری و سقوط حکومت بشار و پایان حکومت خاندان اسد از زندان صیدنایا توسط مخالفان آزاد شد.

## اوایل زندگی و دوران نظامی
رغید احمد الططری در ۲۵ دسامبر ۱۹۵۴ در دمشق، سوریه متولد شد. او در سال ۱۹۷۲ به دانشکده نیروی هوایی پیوست و در سال ۱۹۷۵ دورهٔ آموزش خود را به پایان رساند. پس از فارغ‌التحصیلی، به خدمت در اسکادران‌های مختلف نیروی هوایی مشغول شد.

## دستگیری
رغید الططری پیش از رسیدن به ۲۷ سالگی، در سال ۱۹۸۰ به دلیل امتناع از انجام حملات هوایی در استان حماه، همراه با سه خلبان دیگر، دستگیر شد. در پی این اقدام، فرمانده اسکادران و یکی از خلبانان دیگر به اردن پناهنده شدند، امّا رغید و یکی از همکارانش به پایگاه هوایی در حلب بازگشتند. هرچند دادگاه به دلیل اجرای دستور فرمانده، او را از اتهام نافرمانی تبرئه کرد، امّا در نهایت وی از خدمت نظامی اخراج شد.
پس از اخراج از ارتش، رغید به اردن رفت و هشت ماه در آنجا اقامت داشت. سپس به مصر مهاجرت کرد و از کمیساریای عالی پناهندگان سازمان ملل درخواست پناهندگی نمود که این درخواست رد شد. پس از بازگشت به سوریه، در تاریخ ۲۴ نوامبر ۱۹۸۱ در فرودگاه دمشق بازداشت شد. پس از گذشت چندین سال، نه همسرش و نه هیچ‌کس دیگری از وی خبری نداشتند.

## دوران زندان
رغید الططری بیش از چهار دهه از زندگی خود را در زندان‌های مختلف رژیم سوریه، از جمله زندان‌های اداره اطلاعات عمومی، مزه، تدمر، صیدنایا، عدرا و السویداء سپری کرد. وی در طول دوران اسارت خود بارها دست به مقاومت زده است؛ از جمله در زندان عدرا که از پوشیدن لباس زندان امتناع کرد، اقدامی که منجر به ممنوعیت ملاقات‌های خانوادگی شد. در سال ۲۰۰۵، پس از سال‌ها محرومیت از ملاقات، او برای اوّلین‌بار توانست تنها فرزندش، «وائل» را ببیند.
رغید الططری سه سال در زندان نظامی مزه، شانزده سال در زندان تدمر و یازده سال در زندان صیدنایا به سر برد. او در سال ۲۰۱۱، با قیام انقلابی مردم سوریه که رژیم بشار اسد هزاران تظاهرکننده را دستگیر کرد و سپس با آزاد کردن صدها اسلامگرای تندرو در زندان‌های خود برای آن‌ها جا باز کرد، به زندان غیرنظامی عدرا ۴ منتقل شد.
به گفتهٔ رئیس انجمن بازداشت‌شدگان و مفقودان زندان صیدنایا (ADMSP) در سال ۲۰۲۳، رغید الططری پس از ۴۱ سال بازداشت همچنان در زندان بود. او پیرترین زندانی سیاسی در جهان است. پسرش وائل الططری که اندکی پس از دستگیری او به دنیا آمد، پناهنده کانادا است و برای آزادی پدرش مبارزهٔ سیاسی می‌کند. رغید الططری به عنوان نمادی از مقاومت در برابر بی‌عدالتی در سوریه شناخته می‌شود.